# Craspedoma
Craspedoma é um género de gastrópode da família Cyclophoridae.
Este género contém as seguintes espécies:
- Craspedoma costata
- Craspedoma hespericum
- Craspedoma lyonnetianum
- Craspedoma trochoideum